# 聖弗洛里安修道院
聖弗洛里安修道院（德語：Stift Sankt Florian）是位於奧地利城鎮聖弗洛里安的一座修道院，創建於9世紀早期。聖弗洛里安修道院是奧地利巴洛克建築的代表作。

聖弗洛里安修道院 - Stift Sankt Florian
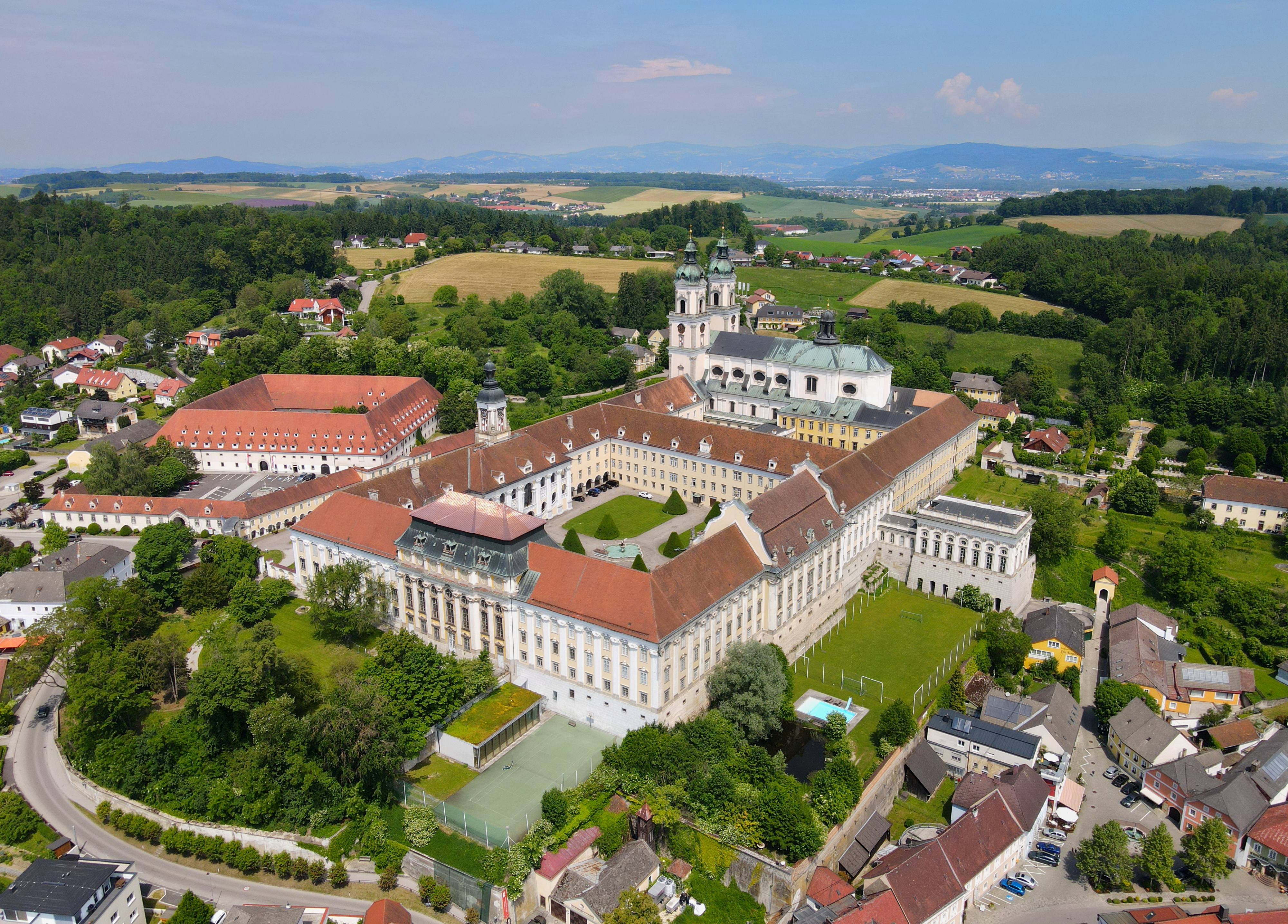
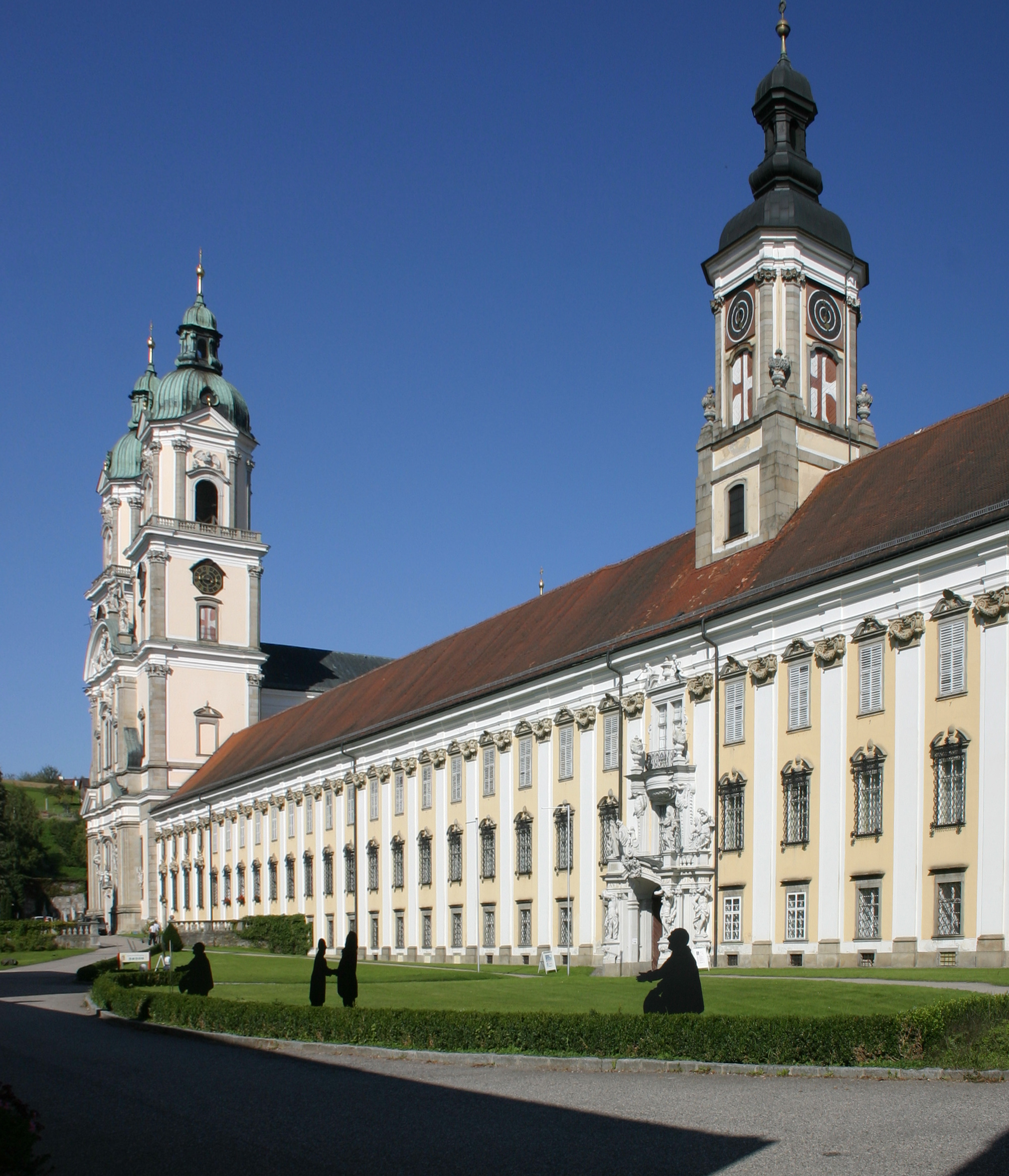
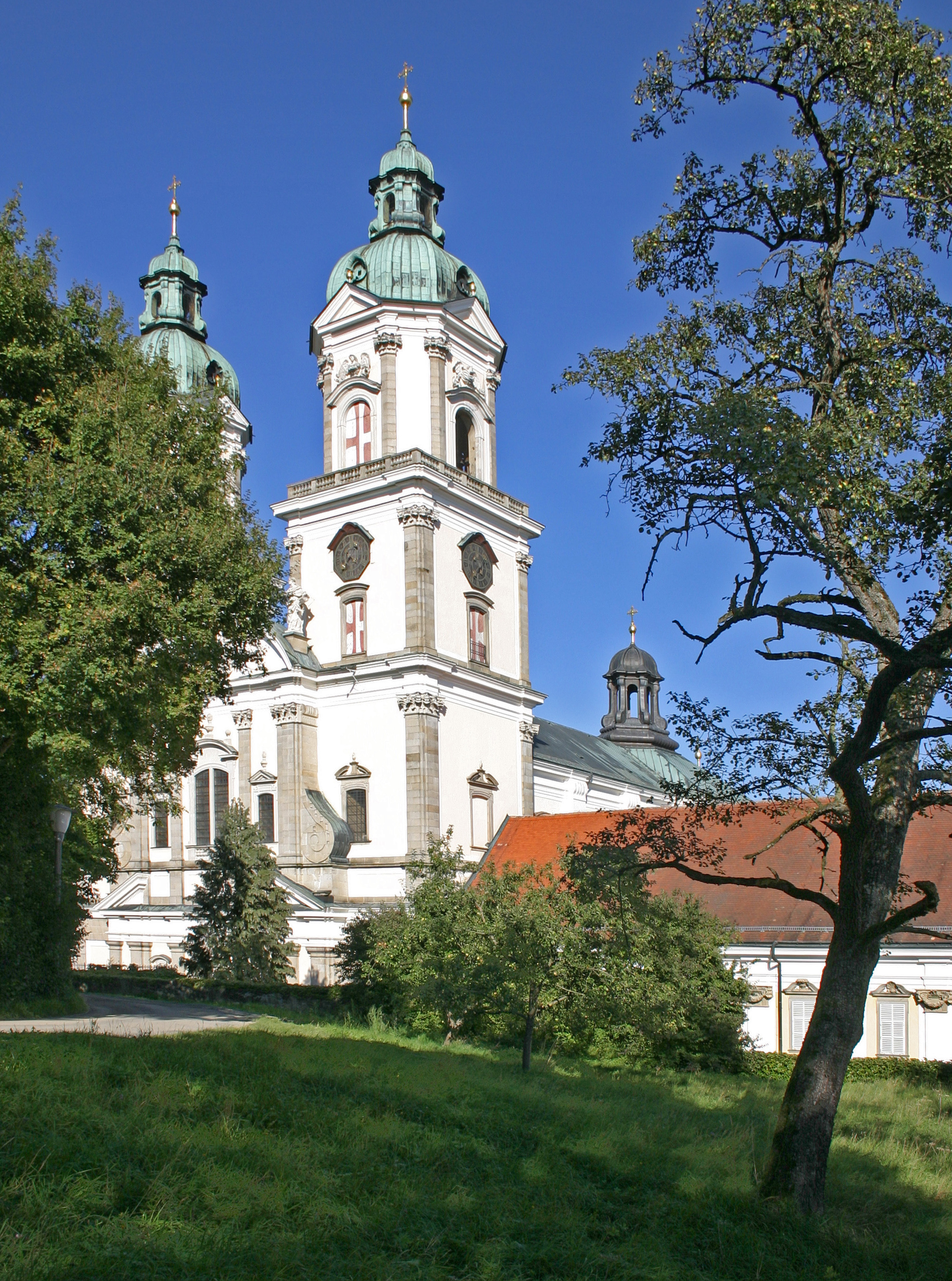
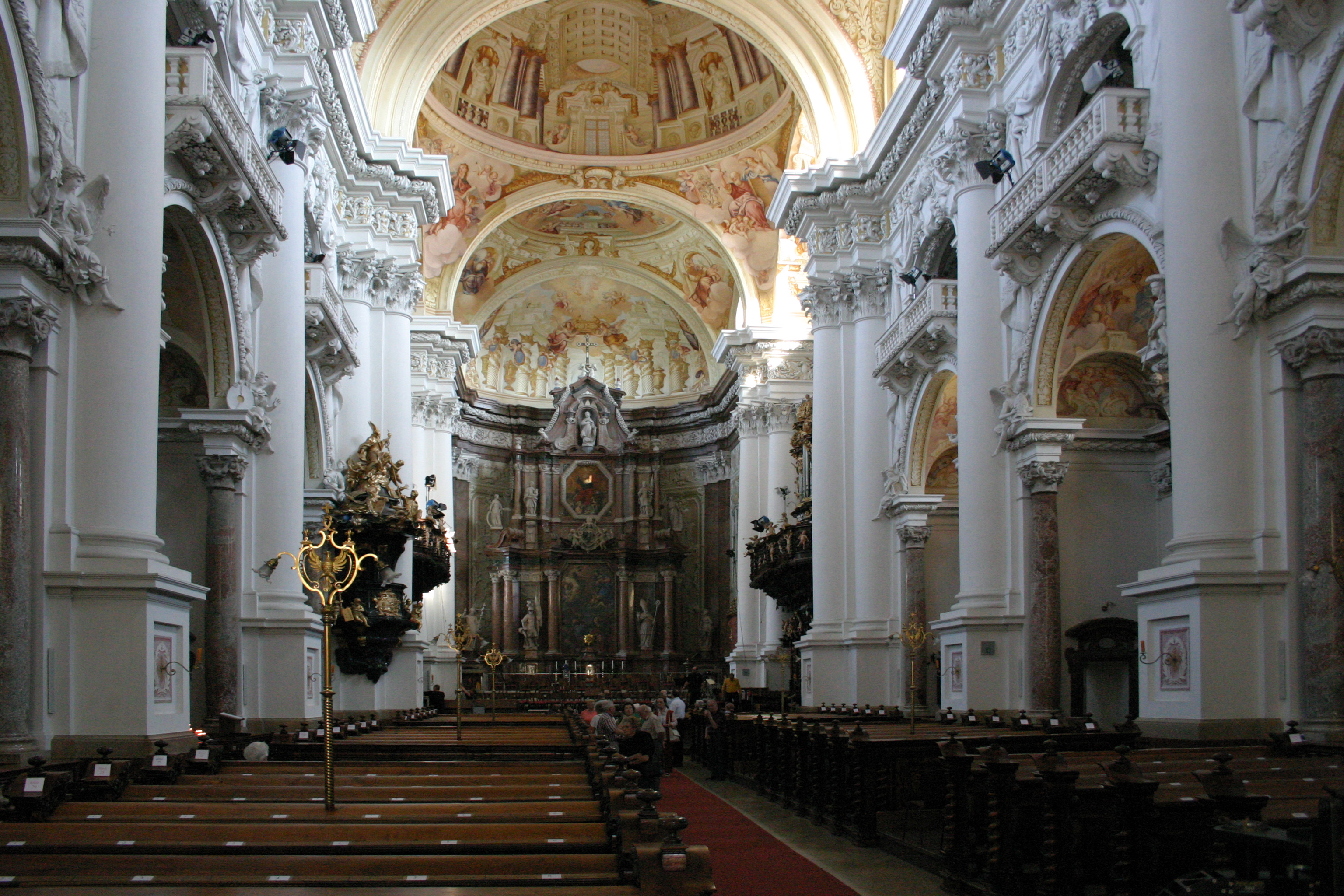
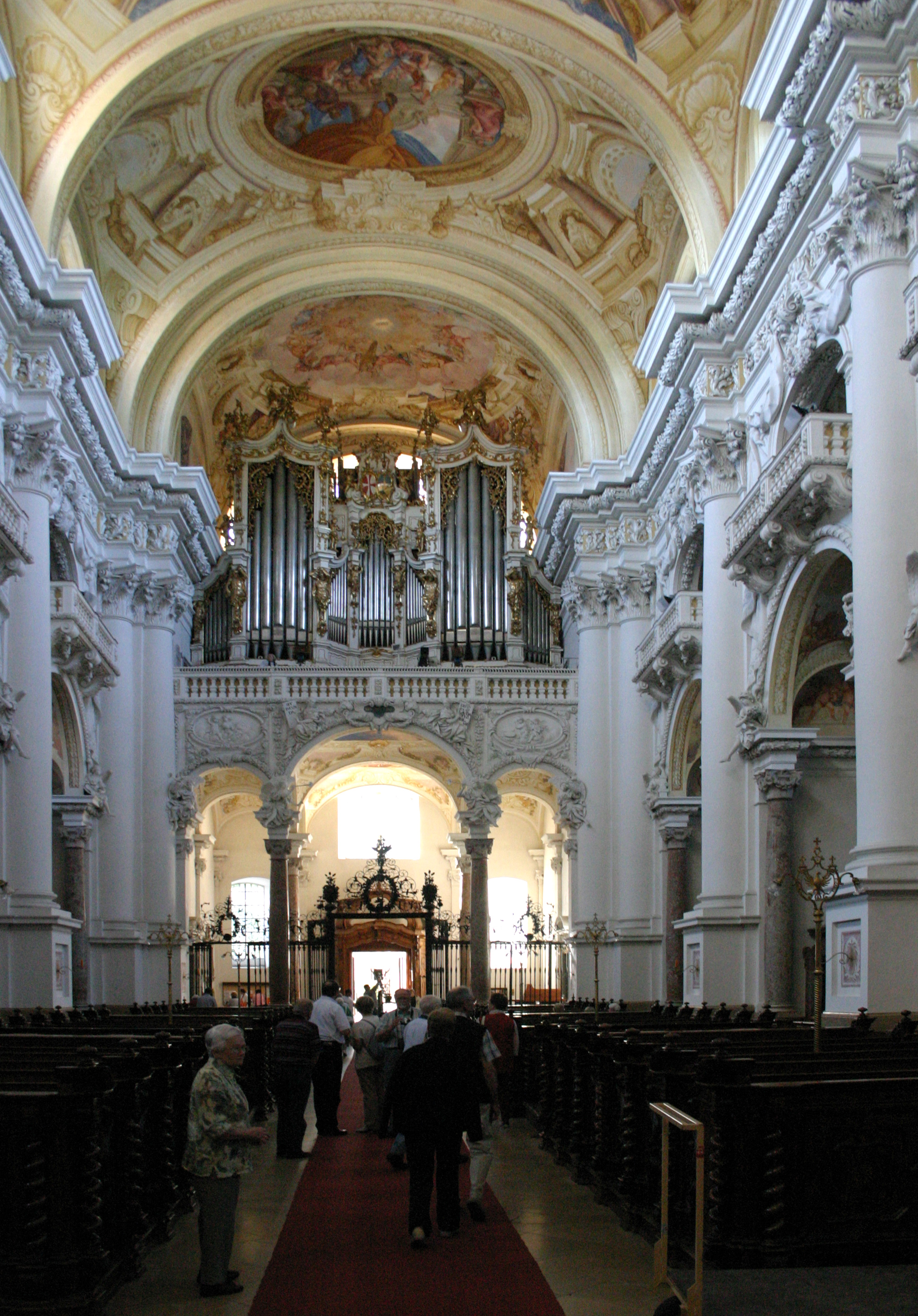
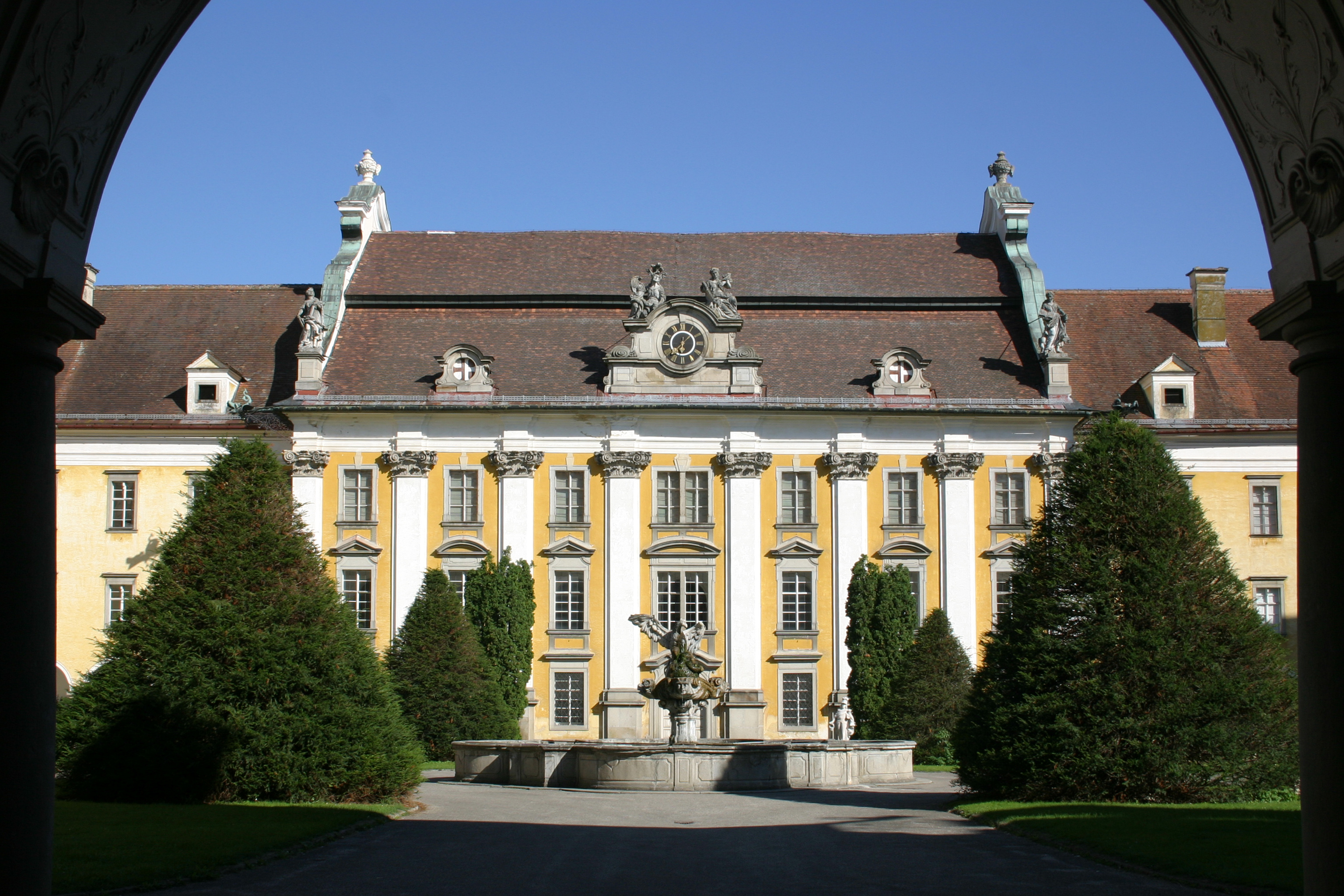
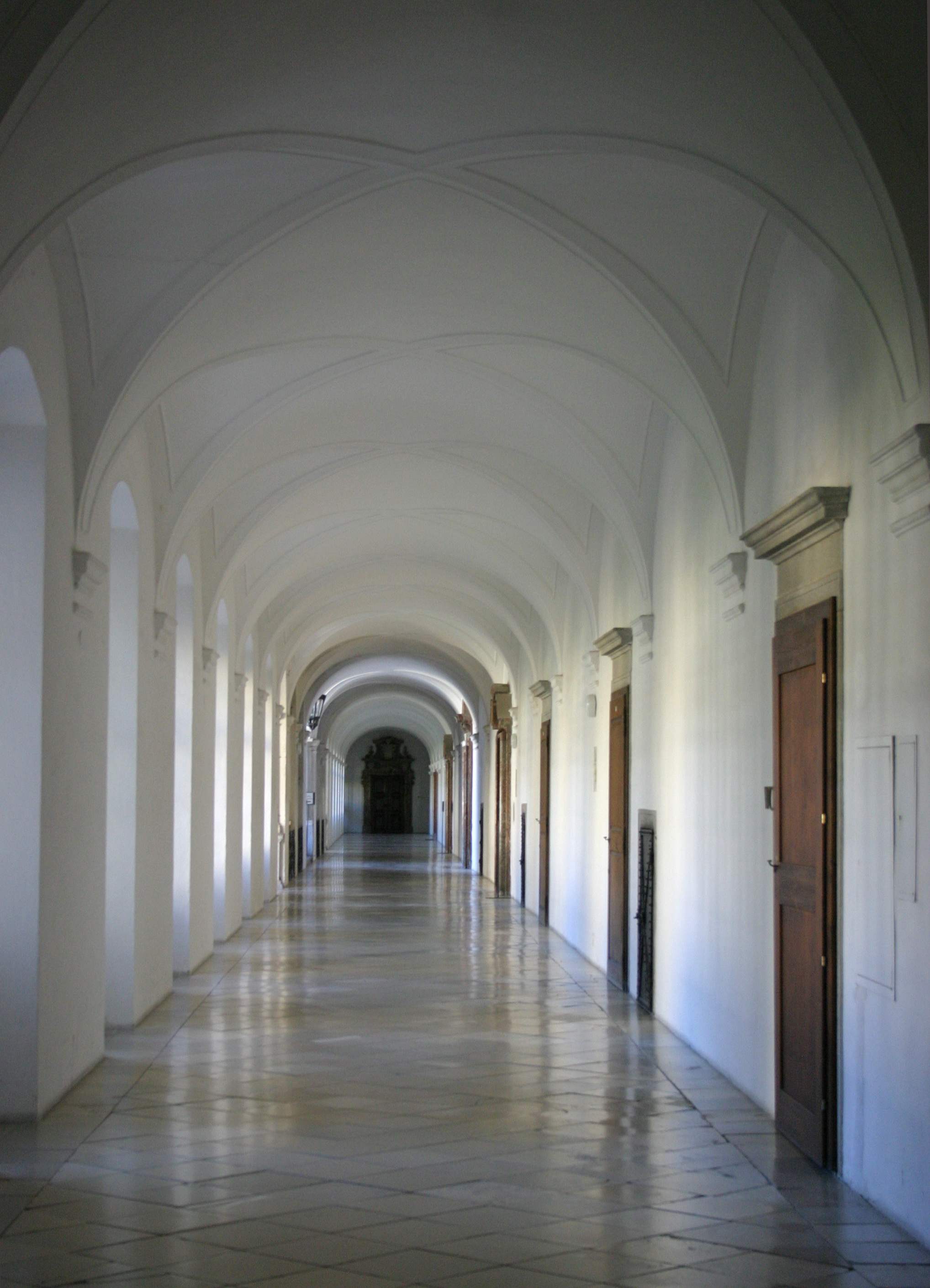
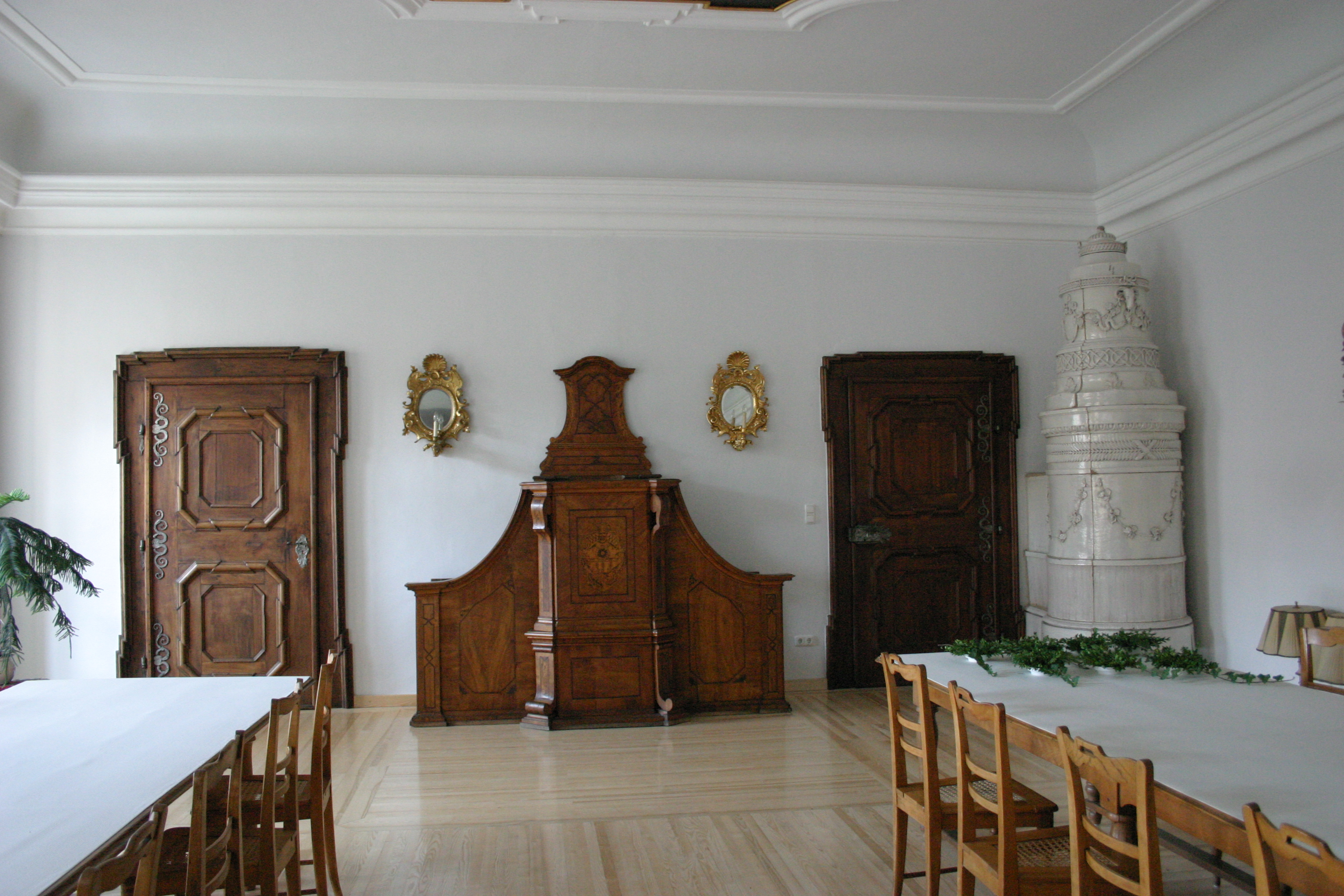

## 外部連結
- Stift St. Florian official website （页面存档备份，存于）
- St. Florian Boys Choir official website （页面存档备份，存于）